# Il ragazzo con il panciotto rosso
Il ragazzo con il panciotto rosso è un dipinto a olio su tela (79,5x64 cm) realizzato tra il 1888 ed il 1890  dal pittore Paul Cézanne. Conservato nella Collezione Bührle di Zurigo, venne rubato l'11 febbraio 2008 da tre uomini armati, venendo poi recuperato qualche tempo dopo.